# Liste der Naturdenkmale in Ellenberg (Württemberg)
| Naturdenkmale | Anzahl |
| ------------- | ------ |
| FND           | 7      |
| END           | 7      |
| Gesamt        | 14     |

Die Liste der Naturdenkmale in Ellenberg nennt die verordneten Naturdenkmale (ND) der im baden-württembergischen Ostalbkreis liegenden Gemeinde Ellenberg. In Ellenberg gibt es insgesamt vierzehn als Naturdenkmal geschützte Objekte, davon sieben flächenhafte Naturdenkmale (FND) und sieben Einzelgebilde-Naturdenkmale (END).
Stand: 31. Oktober 2016.

## Flächenhafte Naturdenkmale (FND)
| Name                                               | Bild | Kennung     | Einzelheiten | Position | Fläche Hektar | Datum |
| -------------------------------------------------- | ---- | ----------- | ------------ | -------- | ------------- | ----- |
| Feuchtgebiet am Gerbach                            | BW   | 81360180017 | Ellenberg    | ⊙        | 2,0           |       |
| Feuchtgebiet Grünwaldheide                         | BW   | 81360180016 | Ellenberg    | ⊙        | 0,5           |       |
| Neuweiher mit Streuwiese                           | BW   | 81360180014 | Ellenberg    | ⊙        | 2,8           |       |
| Steinbruchtümpel „Roter Letten“                    | BW   | 81360180003 | Ellenberg    | ⊙        | 0,1           |       |
| Unterer Straßenweiher an der Straße Ellenberg-Wört | BW   | 81360180005 | Ellenberg    | ⊙        | 4,1           |       |
| Weiher bei der Dietlesmühle                        | BW   | 81360180004 | Ellenberg    | ⊙        | 1,0           |       |
| Weiher u. Feuchtwiesen im Gewann Halde             | BW   | 81360180015 | Ellenberg    | ⊙        | 1,7           |       |
| Legende für Naturdenkmal                           |      |             |              |          |               |       |

## Einzelgebilde (END)
| Name                                  | Bild | Kennung     | Einzelheiten | Position | Fläche Hektar | Datum |
| ------------------------------------- | ---- | ----------- | ------------ | -------- | ------------- | ----- |
| Dreistämmiger Birnbaum in Breitenbach | BW   | 81360180001 | Ellenberg    | ⊙        | 0,0           |       |
| 1 Eiche in Breitenbach                | BW   | 81360180002 | Ellenberg    | ⊙        | 0,0           |       |
| 1 Eiche mit 1 Buche verwachsen        | BW   | 81360180008 | Ellenberg    | ⊙        | 0,0           |       |
| 1 Linde beim Muckenweiher             | BW   | 81360180011 | Ellenberg    | ⊙        | 0,0           |       |
| 1 Rotbuche bei der Amtwiese           | BW   | 81360180007 | Ellenberg    | ⊙        | 0,0           |       |
| 2 Linden mit Feldkreuz beim Rothof    | BW   | 81360180014 | Ellenberg    | ⊙        | 0,0           |       |
| 2 Wellingtonien bei der Amtwiese      | BW   | 81360180006 | Ellenberg    | ⊙        | 0,0           |       |
| Legende für Naturdenkmal              |      |             |              |          |               |       |